# المكلاح (خيران المحرق)

تعديل مصدري - تعديل

المكلاح هي إحدى قرى عزلة الدانعى بمديرية خيران المحرق التابعة لمحافظة حجة، بلغ تعداد سكانها 223 نسمة حسب تعداد اليمن لعام 2004.